# Elhanan Helpman
Pour les articles homonymes, voir Helpman.
Elhanan Helpman est un économiste israélo-américain spécialiste des questions de commerce international et de croissance économique.
En juillet 2022, il fait partie des 50 économistes les plus cités au monde. Son nom est parfois évoqué pour l'attribution du prix Nobel d'économie.

## Biographie
Il obtient des diplômes en économie et statistiques de l'Université de Tel Aviv. Il fait son Ph.D. à Harvard. Il est ensuite professeur Galen L. Stone de commerce international à Harvard.
Il est membre de l'Académie israélienne des sciences et lettres, membre étranger honoraire de l'Académie américaine des arts et des sciences, membre correspondant de la British Academy, membre de l'Académie européenne des sciences et des arts.

## Publications
- (en) Elhanan Helpman, Understanding Global Trade, Harvard University Press, 2011 Ce livre est destiné au grand public, mais décrit également un modèle théorique du commerce international utile aux économistes[4]..
- (en) Elhanan Helpman, The Mystery of Economic Growth, The Belknap Press, 2010, 1re éd., 240 p. (ISBN 978-0-674-04605-4)

- (en) Elhanan Helpman, Globalization and Inequality, Harvard University Press, 2018, 232 p. (ISBN 978-0-674-98460-8) Est-ce que la globalisation est la principale raison du développement des inégalités ? Tel est le thème de ce livre abondamment commenté, notamment par les économistes du Fonds monétaire international[5],[6]..

- (en) Elhanan Helpman et Gene Grossman, Special Interest Politics, 2001, 342 p. (lire en ligne)  Cet ouvrage s'intéresse aux méthodes qu'utilisent des groupes d'intérêt pour influencer les politiques publiques. Il présente des modèles, outils et résultats d'études sur ce sujet[7].